# Фримен, Морган
Мо́рган Фри́мен (англ. Morgan Freeman; род. 1 июня 1937[…], Мемфис, Теннесси, США) — американский актёр кино и озвучивания, режиссёр. Лауреат премии «Оскар», премии «Серебряный медведь» и двух «Золотых глобусов». Также Фримен известен своим характерным спокойным глубоким голосом и мастерством рассказчика.
В числе известных актёрских работ Фримена такие фильмы, как «Шофёр мисс Дэйзи», «Побег из Шоушенка», «Семь», «Счастливое число Слевина», «Малышка на миллион» и «Пока не сыграл в ящик».

## Биография
Родился 1 июня 1937 года в Мемфисе, штат Теннесси. Его родителями были Мейми Эдна (урождённая Ревер; 1912—2000), уборщица, и Морган Портфилд Фримен, парикмахер (умер в 1961 году от цирроза печени). Семья Фрименов часто переезжала, они жили в Гринвуде, штат Миссисипи, Гэри, штат Индиана и наконец остановились в Чикаго, штат Иллинойс. На сцене Морган дебютировал в 8 лет, сыграв главную роль в школьном спектакле. В то время он посещал Greenwood High School в Миссисипи. К 12 годам он уже принимал участие в радиошоу в Нашвилле, штат Теннесси. Когда Фримену было 16 лет, он чуть не умер от пневмонии. В 1955 году он окончил Greenwood High, но, отказавшись от частичной стипендии в государственном университете Джексона, предпочёл службу механиком в ВВС США. Военную службу проходил с 1955 по 1959 год, награждён медалью за безупречную службу.
Фримен переехал в Лос-Анджелес в начале 1960-х и работал клерком в Los Angeles Community College. В этот период он также жил в Нью-Йорке, работая танцором на выставке 1964 World’s Fair и в Сан-Франциско, участником Opera Ring music group.
В начале 1970-х годов Фримен стал известен многочисленной аудитории зрителей, благодаря своему участию в популярном телевизионном сериале «Электрическая компания». Кинодебют актёра состоялся в 1971 году в фильме «Кто сказал, что я не могу прогуляться по радуге?». Прошло 9 лет, прежде чем Фримена пригласили для участия в его следующем фильме — тюремной драме «Брубэйкер». После этого актёр провёл довольно много времени в неизвестности, пока в 1987 году не был номинирован на «Оскар» за лучшую мужскую роль второго плана в фильме «Уличный парень».
Вторая номинация на «Оскар», но теперь уже за главную мужскую роль, и запоздалый статус ведущего актёра пришли к Фримену в 1989 году после роли шофёра в фильме «Шофёр мисс Дэйзи». Фримен снялся в 1991 году в фильме «Робин Гуд: Принц воров» вместе с Кевином Костнером. Это редкий случай, когда чернокожий актёр играет роль, изначально написанную для актёра с европейской внешностью.
В 1992 году актёр снимался вместе с Клинтом Иствудом в фильме «Непрощённый», получившем премию «Оскар» в номинации «Лучший фильм года». 1994 год приносит Фримену ещё одну номинацию на премию «Оскар» в категории «Лучший актёр года» за роль в драме по повести Стивена Кинга «Побег из Шоушенка». Большой успех актёру принесла роль полицейского, выслеживающего серийного убийцу, в фильме «Семь», в котором он снимался с Брэдом Питтом. В 1997 году Фримен снялся в роли детектива Алекса Кросса в экранизации романа Джеймса Паттерсона «Целуя девушек». Фильм неожиданно для его создателей пользуется большой популярностью, а актёр в этом же году получил роль в фильме Стивена Спилберга «Амистад».
В фильме «Столкновение с бездной» (1998) Фримену «досталась» роль обеспокоенного президента США. Затем следует роль в чёрной комедии «Сестричка Бетти» (2000), роль детектива Алекса Кросса в триллере «И пришёл паук» (2001), роль члена администрации президента США в фильме «Цена страха» («Все страхи мира») (2002), офицера вооруженных сил в снятом по повести Стивена Кинга «Ловец снов» (2003). Была и роль Бога в фильмах «Брюс Всемогущий» (2003) и «Эван Всемогущий» (2007), в которых Морган сыграл вместе с Джимом Керри и Стивом Кареллом соответственно.
В 2005 году актёр получил свою четвёртую номинацию и первый «Оскар» (лучший актёр второго плана) за фильм «Малышка на миллион» (2004), во время съёмок которого он вновь работал с Клинтом Иствудом. С 2005 по 2012 год он снялся в нескольких блокбастерах: «Война миров» (2005, рассказчик), «Бэтмен: Начало» (роль Люциус Фокс) (2005), «Счастливое число Слевина» (2006), «Особо опасен», «Тёмный рыцарь» (роль Люциус Фокс) (2008) и «Тёмный рыцарь: Возрождение легенды» (роль Люциус Фокс) (2012).
9 ноября 2011 года в Лос-Анджелесе на пресс-конференции, организованной Голливудской ассоциацией иностранной прессы, Эми Адамс и Педро Альмодовар объявили, что Морган Фримен стал лауреатом почётной премии Сесиля Б. Де Милля, которую ему вручили 15 января 2012 года на 69-й церемонии вручения наград премии «Золотой глобус».
В 2013 году Фримена можно было увидеть в комедии «Starперцы», фантастическом боевике «Обливион», детективном триллере «Иллюзия обмана» и боевике «Падение Олимпа». В период с 2014 по 2016 год актер сыграл в научно-фантастическом фильме «Превосходство» с Джонни Деппом, фантастическом боевике «Люси» со Скарлетт Йоханссон, комедии «Третий лишний 2» и боевике «Падение Лондона» (сиквел «Падения Олимпа»). Кроме того, его можно было увидеть в пеплуме Тимура Бекмамбетова «Бен-Гур» и фильме «Иллюзия обмана 2». В 2018 году актеру была присуждена Премия Гильдии киноактёров США за вклад в кинематограф. В 2019-м Морган Фримен в третий раз исполнил роль президента США Аллана Трамбулла в остросюжетном боевике «Падение Ангела».
В ноябре 2020 года в российский прокат вышла криминальная комедия «Афера по-голливудски», в которой Фримен играет главу мафии, выбивающую долг из голливудского продюсера в исполнении Роберта Де Ниро.

### Личная жизнь
Морган Фримен четырежды был женат, у него два сына и две дочери:
- сын Альфонсо Фримен (1959 года рождения)
- сын Сайфулай Фримен (1960 года рождения)
- дочь Дина Фримен (дочь Джанетт Эдэйр Брэдшоу от предыдущего брака. Морган удочерил её)
- дочь Моргана Фримен (1971 года рождения), родилась в браке с Джанетт.

4 августа 2008 попал в дорожно-транспортное происшествие в штате Миссисипи. 7 августа 2008 выписан из больницы, где ему была сделана операция на сломанной в двух местах руке.
В сентябре 2017 года Морган Фримен записал видеообращение, в котором призвал защитить демократию США от нападок со стороны России. Фримен попросил президента США Дональда Трампа признать вмешательство России в президентские выборы и защитить демократию. Это выступление вызвало большой резонанс.

## Фильмография
| Год  |    | Русское название                    | Оригинальное название              | Роль                                      |
| ---- | -- | ----------------------------------- | ---------------------------------- | ----------------------------------------- |
| 1964 | ф  | Ростовщик                           | The Pawnbroker                     | Прохожий                                  |
| 1980 | ф  | Брубэйкер                           | Brubaker                           | Уолтер                                    |
| 1981 | ф  | Свидетель                           | Eyewitness                         | лейтенант Блэк                            |
| 1984 | ф  | Учителя                             | Teachers                           | Эл Льюис                                  |
| 1984 | ф  | Гарри и сын                         | Harry & Son                        | Симановски                                |
| 1985 | ф  | Мэри                                | Marie                              | Чарльз Трауфберг                          |
| 1985 | ф  | Тогда и сейчас                      | That Was Then… This Is Now         | Чарли Вудс                                |
| 1985 | с  | Сумеречная зона                     | The Twilight Zone                  | Тони                                      |
| 1986 | ф  | Место отдыха                        | Resting Place                      | Лютер Джонсон                             |
| 1987 | ф  | Уличный парень                      | Street Smart                       | Фаст Блэк                                 |
| 1988 | ф  | В трезвом уме и твёрдой памяти      | Clean And Sober                    | Крэйг                                     |
| 1989 | ф  | Держись за меня                     | Lean on Me                         | Джо Кларк                                 |
| 1989 | ф  | Слава                               | Glory                              | Джон Роулинс                              |
| 1989 | ф  | Шофёр мисс Дэйзи                    | Driving Miss Daisy                 | Хоук Колберн                              |
| 1989 | ф  | Красавчик Джонни                    | Johnny Handsome                    | Лейтенант Дронс                           |
| 1990 | ф  | Костёр тщеславия                    | The Bonfire of the Vanities        | Судья                                     |
| 1991 | ф  | Сила личности                       | The Power of One                   | Гил Пит                                   |
| 1991 | ф  | Робин Гуд: Принц воров              | Robin Hood: Prince of Thieves      | Азим Ад-дин Башир аль Бакир               |
| 1992 | ф  | Непрощённый                         | Unforgiven                         | Нэд Логан                                 |
| 1994 | ф  | Побег из Шоушенка                   | The Shawshank Redemption           | Эллис Бойд «Рэд» Рэддинг                  |
| 1995 | ф  | Семь                                | Se7en                              | Уильям Сомерсет                           |
| 1995 | ф  | Эпидемия                            | Outbreak                           | генерал Билли Форд                        |
| 1996 | ф  | Цепная реакция                      | Chain Reaction                     | Пол Шеннон                                |
| 1996 | ф  | Молль Флендерс                      | Moll Flanders                      | Хиббл                                     |
| 1997 | ф  | Амистад                             | Amistad                            | Теодор Джоудсон                           |
| 1997 | ф  | Целуя девушек                       | Kiss the Girls                     | Алекс Кросс                               |
| 1998 | ф  | Ливень                              | Hard Rain                          | Джим                                      |
| 1998 | ф  | Столкновение с бездной              | Deep Impact                        | Президент Том Бек                         |
| 2000 | ф  | Сестричка Бетти                     | Nurse Betty                        | Чарли Куинн                               |
| 2000 | ф  | Под подозрением                     | Under Suspicion                    | Виктор Бенизет                            |
| 2001 | ф  | И пришёл паук                       | Along Came A Spider                | Алекс Кросс                               |
| 2002 | ф  | Цена страха                         | The Sum of All Fears               | Уильям Кэбот                              |
| 2002 | ф  | Особо тяжкие преступления           | High Crimes                        | Чарли Граймс                              |
| 2003 | ф  | Раскаяние                           | Levity                             | Пастор Майлз Эванс                        |
| 2003 | ф  | Ловец снов                          | Dreamcatcher                       | Кертис                                    |
| 2003 | ф  | Порочный круг                       | Guilty by Association              | лейтенант полиции Реддинг                 |
| 2003 | ф  | Брюс Всемогущий                     | Bruce Almighty                     | Бог                                       |
| 2004 | ф  | Малышка на миллион                  | Million Dollar Baby                | Эдди                                      |
| 2004 | ф  | Большая кража                       | The Big Bounce                     | Уолтер Круис                              |
| 2005 | ф  | Незаконченная жизнь                 | An Unfinished Life                 | Митч                                      |
| 2005 | ф  | Война миров                         | War of the Worlds                  | Рассказчик                                |
| 2005 | ф  | Бэтмен: Начало                      | Batman Begins                      | Люциус Фокс                               |
| 2005 | ки | Batman Begins                       | Batman Begins                      | Люциус Фокс                               |
| 2005 | ф  | Эдисон                              | Edison                             | Мосес Эшфорд                              |
| 2005 | ф  | Денни цепной пёс                    | Danny the Dog/Unleashed            | Сэм                                       |
| 2006 | ф  | Счастливое число Слевина            | Lucky Number Slevin                | «Босс»                                    |
| 2006 | ф  | Контракт                            | The Contract                       | Фрэнк Карден                              |
| 2006 | ф  | 10 шагов к успеху                   | 10 Items Or Less                   | Камео                                     |
| 2007 | ф  | Праздник любви                      | Feast of Love                      | Гарри Стефенсон                           |
| 2007 | ф  | Пока не сыграл в ящик               | The Bucket List                    | Картер Чемберс                            |
| 2007 | ф  | Прощай, детка, прощай               | Gone, Baby, Gone                   | Джек Дойл                                 |
| 2007 | ф  | Эван Всемогущий                     | Evan Almighty                      | Бог                                       |
| 2008 | ф  | Особо опасен                        | Wanted                             | Слоан                                     |
| 2008 | ф  | Тёмный рыцарь                       | The Dark Knight                    | Люциус Фокс                               |
| 2009 | ф  | Кодекс вора                         | Thick as Thieves (The Code)        | Кит Рипли                                 |
| 2009 | ф  | Кража в музее                       | The Maiden Heist                   | Чарлз Питерсон                            |
| 2009 | ф  | Непокорённый                        | Invictus                           | Нельсон Мандела                           |
| 2010 | ф  | РЭД                                 | Red                                | Джо Мэтисон                               |
| 2011 | ф  | Рождённые на воле                   | Born to Be Wild 3D                 | Озвучивание                               |
| 2011 | ф  | Конан-варвар                        | Conan the Barbarian                | Рассказчик                                |
| 2011 | ф  | История дельфина                    | Dolphin Tale                       | Доктор МакКарти                           |
| 2011 | ф  | Желание волшебника                  | Wish Wizard                        | Максвелл Омни                             |
| 2012 | ф  | Тёмный рыцарь: Возрождение легенды  | The Dark Knight Rises              | Люциус Фокс                               |
| 2012 | ф  | Третий акт                          | The Magic of Belle Isle            | Монте Уайлдхорн                           |
| 2013 | ф  | Падение Олимпа                      | Olympus Has Fallen                 | Спикер Палаты представителей США Трамбулл |
| 2013 | ф  | Иллюзия обмана                      | Now You See Me                     | Таддеус Брэдли                            |
| 2013 | ф  | Обливион                            | Oblivion                           | Малкольм Бич                              |
| 2013 | ф  | Starперцы                           | Last Vegas                         | Арчи                                      |
| 2014 | мф | Лего. Фильм                         | The Lego Movie                     | Витрувиус                                 |
| 2014 | ф  | Превосходство                       | Transcendence                      | Джозеф Таггер                             |
| 2014 | ф  | Люси                                | Lucy                               | профессор Норман                          |
| 2014 | ф  | История дельфина 2                  | Dolphin Tale 2                     | Доктор МакКарти                           |
| 2014 | ф  | Сама жизнь                          | 5 Flights Up                       | Алекс Карвер                              |
| 2015 | ф  | Ускорение                           | Momentum                           | Сенатор                                   |
| 2015 | ф  | Последние рыцари                    | The Last Knights                   | Барток                                    |
| 2015 | ф  | Третий лишний 2                     | Ted 2                              | адвокат Патрик Миган                      |
| 2016 | ф  | Падение Лондона                     | London Has Fallen                  | Вице-президент США Трамбулл               |
| 2016 | ф  | Бен-Гур                             | Ben-Hur                            | шейх Илдерим                              |
| 2016 | ф  | Иллюзия обмана 2                    | Now You See Me 2                   | Таддеуш Брэдли                            |
| 2017 | ф  | Уйти красиво                        | Going in Style                     | Вилли                                     |
| 2017 | ф  | Всё только начинается               | Just Getting Started               | Дюк Дайвер                                |
| 2018 | ф  | Щелкунчик и четыре королевства      | The Nutcracker and the Four Realms | Дроссельмейер                             |
| 2018 | ф  | Брайан Бэнкс                        | Brian Banks                        | Джером Джонсон                            |
| 2019 | ф  | Ядовитая роза                       | The Poison Rose                    | Док                                       |
| 2019 | ф  | Падение Ангела                      | Angel Has Fallen                   | Президент США Аллан Трамбулл              |
| 2020 | ф  | Афера по-голливудски                | The Comback Trail                  | Реджи Фонтейн                             |
| 2021 | ф  | Поездка в Америку 2                 | Coming 2 America                   | Камео                                     |
| 2021 | ф  | Ангел мести                         | Vanquish                           | Дэймон                                    |
| 2021 | ф  | Телохранитель жены киллера          | The Hitman’s Wife’s Bodyguard      | Майкл Брайс старший                       |
| 2022 | ф  | Минута, когда ты проснёшься мёртвым | The Minute You Wake up Dead        | Шериф Тормонд Фаулер                      |
| 2022 | ф  | Последний рейс                      | Paradise Highway                   | Герик                                     |
| 2023 | ф  | Хороший человек                     | A Good Person                      | Дэниэл                                    |
| 2023 | ф  | Профессор и призрачный убийца       | The Ritual Killer                  | Профессор Маклз                           |
| 2023 | ф  | 57 секунд                           | 57 Seconds                         | Антон Баррелл                             |
| 2023 | с  | Спецназ: Львица                     | Special Ops: Lioness               | Эдвин Муллинз                             |
| 2025 | ф  | Иллюзия обмана 3                    | Now You See Me: Now You Don't      | Таддеуш Брэдли                            |

## Режиссёрские работы в кино
- 1993 — Бофа! / Bopha!

## Продюсерские работы в кино
- 1999 — Мятеж / Mutiny (ТВ) исполнительный продюсер
- 2000 — Под подозрением / Under Suspicion
- 2001 — И пришёл паук / Along Came A Spider
- 2003 — Раскаяние / Levity
- 2006 — 10 шагов к успеху / 10 Items or Less исполнительный продюсер
- 2008 — Кража в музее / The Maiden Heist
- 2009 — Непокорённый / Invictus исполнительный продюсер
- 2010 — Сквозь червоточину / Through the Wormholes исполнительный продюсер
- 2013 — Свидание с Рамой / Rendezvous with Rama
- 2016 — Истории о Боге / The Story of God with Morgan Freeman (ТВ) исполнительный продюсер

## Работа на телевидении
- С 2010 — Цикл научно-популярных передач «Сквозь червоточину с Морганом Фрименом» на канале Discovery Science
- С 2016 — Совместно с каналом National Geographic Channel, документальный сериал «Истории о Боге».

## Премии и награды
- 1990 — Премия «Золотой глобус» — лучшая мужская роль в комедии или мюзикле, за фильм «Шофёр мисс Дэйзи»
- 2005 — Премия «Оскар» — лучшая мужская роль второго плана, за фильм «Малышка на миллион»
- 2005 — Премия Гильдии киноактёров США — лучшая мужская роль второго плана, за фильм «Малышка на миллион»
- 2008 — Премия центра Кеннеди
- 2012 — Премия «Золотой глобус» — Премия Сесиля Б. Де Милля
- 2016 — Национальная медаль США в области искусств за 2015 год

### Номинации
- 1988 — Премия «Оскар» — лучшая мужская роль второго плана, за фильм «Уличный парень»
- 1988 — Премия «Золотой глобус» — лучшая мужская роль второго плана, за фильм «Уличный парень»
- 1990 — Премия «Оскар» — лучшая мужская роль, за фильм «Шофёр мисс Дэйзи»
- 1995 — Премия «Оскар» — лучшая мужская роль, за фильм «Побег из Шоушенка»
- 1995 — Премия «Золотой глобус» — лучшая мужская роль в драме, за фильм «Побег из Шоушенка»
- 1995 — Премия Гильдии киноактёров США — лучшая мужская роль, за фильм «Побег из Шоушенка»
- 2005 — Премия «Золотой глобус» — лучшая мужская роль второго плана, за фильм «Малышка на миллион»
- 2010 — Премия «Оскар» — лучшая мужская роль, за фильм «Непокорённый»
- 2010 — Премия «Золотой глобус» — лучшая мужская роль в драме, за фильм «Непокорённый»
- 2010 — Премия Гильдии киноактёров США — лучшая мужская роль, за фильм «Непокорённый»